# Інцидент 28 лютого
Інцидент 28 лютого (також відомий як різанина 28 лютого, інцидент 228, або різанина 228) — антиурядове повстання на Тайвані, яке було жорстоко придушене націоналістичним урядом Китайської Республіки, очолюваним Гоміньданом. Під керівництвом губернатора провінції, та президента Чан Кайші, починаючи з 28 лютого 1947 року, було вбито тисячі цивільних осіб. Інцидент вважається однією з найважливіших подій у сучасній історії Тайваню і став вирішальним поштовхом для руху за незалежність Тайваню.